# Aerumnosa trichovenosa
Aerumnosa trichovenosa är en tvåvingeart som beskrevs av Werner Mohrig 1999. Aerumnosa trichovenosa ingår i släktet Aerumnosa och familjen sorgmyggor. Inga underarter finns listade i Catalogue of Life.